# エリトゲハゼ
エリトゲハゼ（Belobranchus belobranchus）は、カワアナゴ科の1種。熱帯地域の淡水域に生息する淡水魚。

## 分布
日本国内では西表島、石垣島
、国外ではフィリピン、インドネシア、ボルネオ島、ニューギニア島など、西部太平洋の熱帯・亜熱帯地域に広く分布。

## 形態
全長は22センチメートル。前鰓蓋骨下方に前方を向く円錐形の棘があることが大きな特徴。体はやや側扁した円筒形で、鱗は細かい。頭部に感覚菅はない。頬の孔器配列は縦列パターン。胸鰭上縁に遊離軟条があり、体背面に1つ金色縦帯が走る。「ハゼ」と名前につくが、ハゼ科に分類されず、腹鰭は吸盤状にはなっていない。

## 生態
河川中流から上流の岩の多い砂礫底や渓流域に生息する。